# 刘寨镇
刘寨镇，是中华人民共和国河南省郑州市新密市下辖的一个乡镇级行政单位。

## 行政区划
刘寨镇下辖以下地区：
宋寨村、王嘴村、新寨村、老寨村、东赵沟村、张庄村、园林村、刘寨村、小李寨村、崔岗村、吕楼村、西马庄村、东马庄村、王沟村、八里岔村、李岗村、水竹园村、赵贵岗村、观音堂村和刘沃村。